# Alex O'Loughlin
Alexander O'Lachlan, conocido artísticamente como Alexander O'Loughlin (Canberra, 24 de agosto de 1976), es un actor australiano.

O'Loughlin es un actor reconocido tras interpretar el papel del capitán de fragata Steve McGarrett en la nueva versión de la serie televisiva  del canal CBS Hawaii Five-0. Tuvo papeles protagónicos en las películas Oyster Farmer (2004) y The Back-up Plan (2010), así como en series de televisión como Moonlight (2008) y Three Rivers (2009).

## Biografía
Nació en Canberra, Australia y es hijo de un maestro de física y astronomía en dicha ciudad australiana.
Se rumoreó que el cantante Bon Scott era su padre biológico, aunque esta información es falsa.
En 2002 se graduó en el NIDA.
El primer hijo de O'Loughlin, Saxon, nació en 1997, de una relación con una novia de la época. En febrero de 2009 rompió la relación con la modelo Holly Valance, tras varios años. El 25 de octubre de 2012 tuvo su segundo hijo, llamado Lion, fruto de su relación con Malia Jones, modelo y surfista, con quién se acabaría casando el 18 de abril de 2014 en Hawái. Vive en Hawái con sus dos hijos, su esposa, y el hijo de esta de su anterior relación, llamado Spike.

## Filantropía
Es el embajador de la organización benéfica Donate Life America O'Loughlin.

## Trayectoria profesional
Su carrera empezó en 2004, cuando el actor realizó su primer papel principal en Oyster Farmer como Jack Flange. Continuó en Man-thing, Feed y en miniseries australianas como The incredible journey of Mary Bryant, papel por el cual recibió una nominación a los Australian Film Institute Awards y otra a los Logie Awards.
En el 2005 fue uno de los candidatos para convertirse en el nuevo James Bond. El 7 de agosto de 2005 declaró en el The Daily Telegraph que odiaba ese papel.
En 2007 se unió al reparto de la serie The Shield como detective Kevin Hiatt. Finalmente, abandonó el proyecto para dar vida al protagonista de Moonlight (CBS): el detective y vampiro Mick St. John. Ese mismo año también formó parte del elenco del drama de Kristen Sheridan, August Rush, junto a Freddie Highmore, Jonathan Rhys Meyers, Keri Russell, Terrence Howard y Robin Williams, en donde muestra su talento como músico. Su última película es la coprotagonizada junto a Jennifer Lopez: Plan B (2010).
En 2010, se unió a la serie Hawaii Five-0 como teniente comandante Steve McGarrett, junto a Scott Caan, Daniel Dae Kim y con Grace Park. Cada temporada cuenta con aproximadamente 24 capítulos. Actualmente hay diez temporadas.

## Filmografía completa

### Cine
| Cine               | Cine             | Cine                               | Cine                                        | Cine           | Cine             |
| Año                | Título           | Título                             | Título                                      | Rol            | Director         |
| Año                | Título original  | Título en España                   | Título en Hispanoamérica                    | Rol            | Director         |
| ------------------ | ---------------- | ---------------------------------- | ------------------------------------------- | -------------- | ---------------- |
| 2004               | Oyster Farmer    | Oyster Farmer                      | Oyster Farmer                               | Jack Flange    | Anna Reeves      |
| 2005               | Man-Thing        | Man-Thing: la naturaleza del miedo | Man-Thing: la naturaleza del miedo          | Eric Fraser    | Brett Leonard    |
| 2005               | Feed             | Feed                               | Feed                                        | Michael Carter | Brett Leonard    |
| 2006               | The Holiday      | Vacaciones                         | El descanso - El amor no se toma vacaciones | Pareja         | Nancy Meyers     |
| 2007               | The Invisible    | Lo que no se ve                    | Invisible                                   | Marcus Bohem   | David S. Goyer   |
| 2007               | August Rush      | El triunfo de un sueño             | August Rush: Escucha tu camino              | Marshall       | Kirsten Sheridan |
| 2009               | Whiteout         | Terror en la Antártida             | Terror en la Antártida                      | Russell Haden  | Dominic Senan    |
| 2010               | The Back-up Plan | El plan B                          | El plan B                                   | Stan           | Alan Poul        |
| (Fuente: IMDb.com) |                  |                                    |                                             |                |                  |
|                    |                  |                                    |                                             |                |                  |

### Televisión
| Televisión         | Televisión                            | Televisión              | Televisión                             | Televisión | Televisión        |          |                                |
| Año                | Título original                       | Rol                     | Notas                                  |            |                   |          |                                |
| ------------------ | ------------------------------------- | ----------------------- | -------------------------------------- | ---------- | ----------------- | -------- | ------------------------------ |
| Año                | Título original                       | Rol                     | Notas                                  | 2003       | White Collar Blue | Ian Mack | Serie de TV - Episodio: "2:01" |
| 2004               | Love Bytes                            | Dave                    | Serie de TV - Episodio: "Net Nanny"    |            |                   |          |                                |
| 2004               | Black Jack: Sweet Science             | Luke Anderson           | Película para TV                       |            |                   |          |                                |
| 2005               | The Incredible Journey of Mary Bryant | Will Bryant             | Miniserie de TV                        |            |                   |          |                                |
| 2007               | The Shield                            | Kevin Hiatt             | Serie de TV - 7 Episodios              |            |                   |          |                                |
| 2007-2008          | Moonlight                             | Mick St. John           | Serie de TV - 17 Episodios             |            |                   |          |                                |
| 2009               | Criminal Minds                        | Vincent Rowlings        | Serie de TV - Episodio "The Big Wheel" |            |                   |          |                                |
| 2009-2010          | Three Rivers                          | Dr. Andy Yablonski      | Serie de TV - 13 Episodios             |            |                   |          |                                |
| 2010-2020          | Hawaii Five-0                         | Capitán Steve McGarrett | Serie de TV 10 - 22 Episodios          |            |                   |          |                                |
| (Fuente: IMDb.com) |                                       |                         |                                        |            |                   |          |                                |
|                    |                                       |                         |                                        |            |                   |          |                                |